# Shared Hope International
Shared Hope International  (SHI) est une organisation non gouvernementale chrétienne qui lutte contre le trafic sexuel et s'occupe des femmes et des enfants victimes de ce trafic. Elle conduit des actions aux États-Unis, en Inde, au Népal et en Jamaïque.
Shared Hope International est fondée en 1998 par l'ancienne parlementaire américaine Linda Smith (en).

## Actions de l'organisation
SHI, qui reçoit des fonds du gouvernement américain, s'engage dans des campagnes de protection, de poursuites judiciaires et de prévention relatives à la traite sexuelle. L'organisation a écrit un rapport sur le trafic sexuel dans plusieurs pays : au Japon, en Jamaïque, aux Pays-Bas et aux États-Unis. Elle remet également un rapport annuel sur l'exploitation sexuelle des enfants à des fins commerciales sur le territoire des États-Unis : le Domestic Minor Sex Trafficking (DMST). Ce rapport est publié presque chaque année depuis environ 2010.